# Флорін Пруня
Флорін Пруня (рум. Florin Prunea, нар. 8 серпня 1968, Бухарест) — румунський футболіст, воротар.
Насамперед відомий виступами за клуб «Динамо» (Бухарест), а також національну збірну Румунії.
Дворазовий чемпіон Румунії. Дворазовий володар Кубка Румунії.

## Клубна кар'єра
У дорослому футболі дебютував 1985 року виступами за команду клубу «Динамо» (Бухарест), в якій провів три сезони, взявши участь лише у 4 матчах чемпіонату.
Згодом з 1988 по 1992 рік грав у складі команд клубів «Університатя» (Крайова) та «Університатя» (Клуж-Напока). Протягом цих років виборов титул чемпіона Румунії, ставав володарем Кубка Румунії.
Своєю грою за останню команду знову привернув увагу представників тренерського штабу клубу «Динамо» (Бухарест), до складу якого повернувся 1992 року. Цього разу відіграв за бухарестську команду наступні шість сезонів своєї ігрової кар'єри. Більшість часу, проведеного у складі бухарестського «Динамо», був основним голкіпером команди.
Протягом 1998—2005 років захищав кольори клубів «Університатя» (Клуж-Напока), «Ерзурумспор», «Астра» (Плоєшті), «Університатя» (Крайова), «Літекс», «Динамо» (Бухарест), «Бакеу», «Брашов» та «Шкода Ксанті». Протягом цих років додав до переліку своїх трофеїв ще один титул чемпіона Румунії, знову ставав володарем Кубка Румунії.
Завершив професійну ігрову кар'єру у клубі «Націонал», за команду якого виступав протягом 2005—2006 років.

## Виступи за збірну
У 1990 році дебютував в офіційних матчах у складі національної збірної Румунії. Протягом кар'єри у національній команді, яка тривала 12 років, провів у формі головної команди країни 40 матчів.
У складі збірної був учасником чемпіонату світу 1994 року у США, чемпіонату Європи 1996 року в Англії, чемпіонату світу 1998 року у Франції, а також чемпіонату Європи 2000 року у Бельгії та Нідерландах.

## Титули і досягнення
- Чемпіон Румунії (2):

«Університатя» (Крайова):  1990–91
«Динамо» (Бухарест): 2001–02
- Володар Кубка Румунії (2):

«Університатя» (Крайова):  1990–91
«Динамо» (Бухарест): 2000–01